# アンヌ・デ・キーウ高等学校

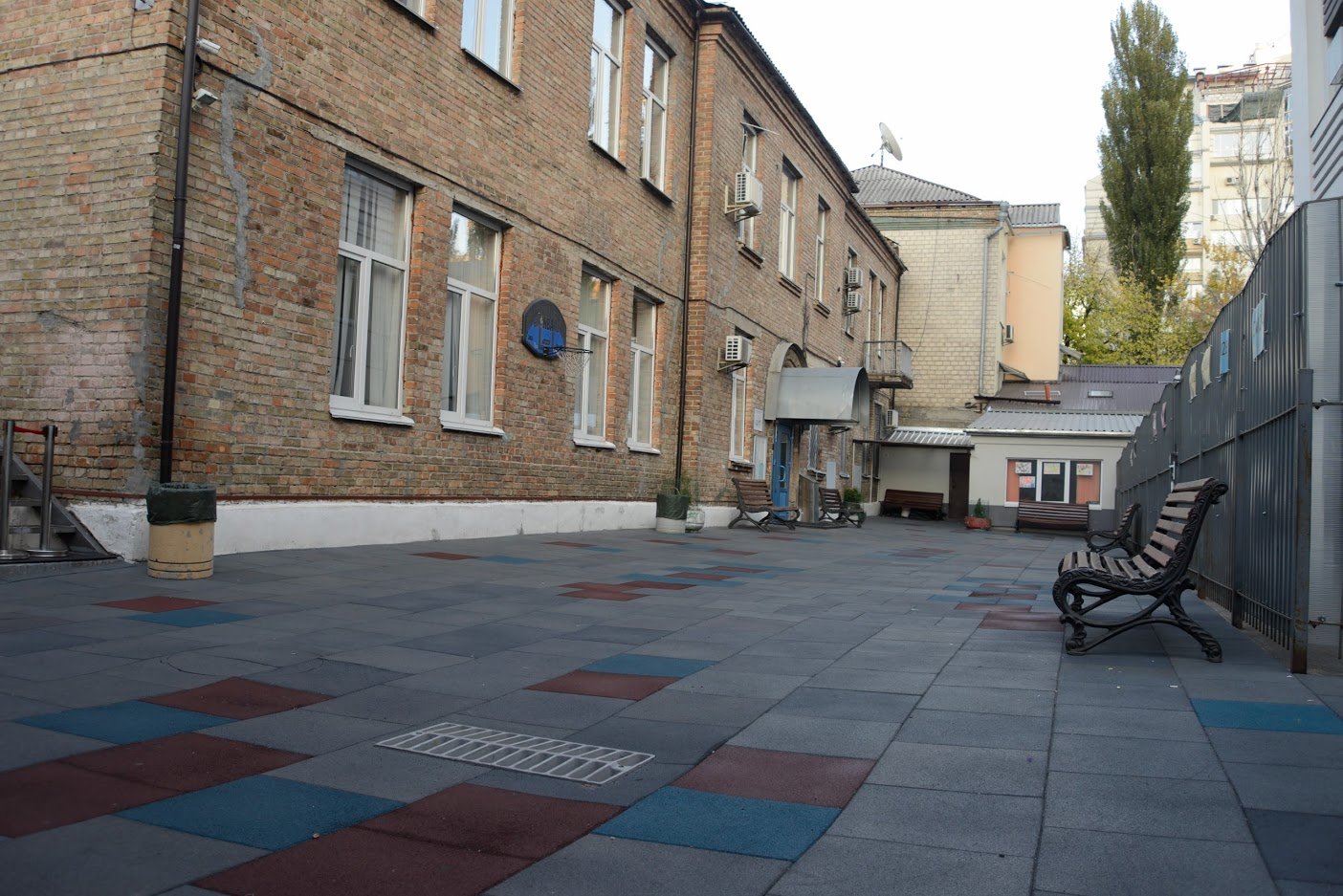
校舎外観

アンヌ・デ・キーウ高等学校（宇: Французький ліцей імені Анни Київської）は、ウクライナのキーウにある就学前教育から初等中等教育までを提供するフランスの全日制男女共学のインターナショナル・スクールである。フランス外務省と協力し、国外フランス教育庁によって認可され、フランスの法令に準拠している。
1994年にキーウ幼稚園（仏: Petite école de Kiev）として設立され、2005年に中学校学級を追加したことで、アンヌ・デ・キーウ中学校（仏: Collège français Anne-de-Kiev）と改名された。2010年には高等学校学級を取得し、現在の名称であるアンヌ・デ・キーウ高等学校（仏: lycée français Anne-de-Kiev）に変更された。

## 脚註